# Kerry Ingram
Kerry Danielle Ingram (Slough, Buckinghamshire, 26 de mayo de 1999) es una cantante y actriz británica de teatro, televisión y cine más conocida por su rol de Shireen Baratheon en la serie de televisión Game of Thrones, por su papel de Matilda en la obra Matilda The Musical estrenada en el Cambridge Theatre en Covent Garden por el que ganó un Premio Laurence Olivier a la mejor actriz junto a Sophia Kiely, Eleanor Worthington Cox y Cleo Demetriou. y por su papel de Becky Sidebottom en Free Rein.

## Premios y nominaciones
| Año  | Galardón                | Categoría                  | Trabajo             | Resultado | refs  |
| ---- | ----------------------- | -------------------------- | ------------------- | --------- | ----- |
| 2012 | Premio Laurence Olivier | Mejor actriz en un musical | Matilda The Musical | Ganadora  | [ 1 ] |
| 2012 | Premio WhatsOnStage     | Mejor actriz en un musical | Matilda The Musical | Nominada  | [ 7 ] |